# Miatta Fahnbulleh
Miatta Nema Fahnbulleh, née le 29 septembre 1979, est une économiste et femme politique britannique de gauche.
Membre des partis travailliste et coopératif, elle est élue députée de Peckham lors des élections générales de 2024 au Royaume-Uni. Idéologiquement, elle est considérée comme appartenant à la gauche douce du Parti travailliste.

## Jeunesse et éducation
Fahnbulleh est née au Libéria d'un père libérien et d'une mère sierra-léonaise et a un frère journaliste, Gamal. La famille fuit au début de la première guerre civile libérienne en 1986 vers le Royaume-Uni où elle demande l'asile.
Fahnbulleh fréquente la Beechwood Sacred Heart School, une école indépendante de Tunbridge Wells. Après avoir étudié au Lincoln College d'Oxford, elle obtient en 2000 un baccalauréat ès arts en philosophie, politique et économie et un doctorat en développement économique en 2005 à la London School of Economics,,. Sa thèse porte sur l'adoption et le succès de la politique industrielle au Ghana et au Kenya.

## Début de carrière
Fahnbulleh est chargée de la City au sein de l'unité politique du Cabinet Office de 2011 à 2013 ; directrice des politiques et de la recherche à l'IPPR de décembre 2016 à novembre 2017 ; et directrice générale de la New Economics Foundation entre novembre 2017 et décembre 2023,. Elle est également Policy Fellow au sein du groupe de réflexion Labour Together.
Le 22 mai 2022, Fahnbulleh reçoit la subvention MotheRED, qui permet aux mères de se présenter comme candidates parlementaires du Parti travailliste. En septembre 2022, Fahnbulleh annonce sa candidature aux législatives à Camberwell et Peckham aux élections générales suivantes. Le 19 novembre 2022, elle est sélectionnée par les membres locaux du Parti travailliste comme candidate pour succéder à Harriet Harman, qui ne se représente pas après 40 ans en tant que députée,.
Fahnbulleh est une chroniqueuse régulière de l'émission télévisée de la BBC, Question Time.

## Carrière parlementaire
Aux élections générales de 2024 au Royaume-Uni, elle est élue à Peckham. Le 9 juillet 2024, elle est nommée ministre adjoint (sous-secrétaire d'État parlementaire) au Département de la sécurité énergétique et du net zéro,.
Fahnbulleh est membre des partis travailliste et coopératif. Idéologiquement, elle est considérée comme appartenant à la gauche douce du Parti travailliste. Elle fait campagne pour une action urgente face à la crise climatique. Économiste de gauche, elle se décrit comme une économiste hétérodoxe et plaide pour un changement du système économique,.

## Vie privée
Fahnbulleh est mariée à Graham et a trois enfants,,. Sa tante est la chanteuse Miatta Fahnbulleh, qui porte le même nom.